# 370-е годы
370-е (три́ста семидеся́тые) го́ды по юлианскому календарю — промежуток времени с 1 января 370 года по 31 декабря 379 года, включающий 370 год 7-го десятилетия   и с 371 по 379 годы    8-го десятилетия IV века 1-го тысячелетия.  Они закончились 1646 лет назад.

## Важнейшие события
- Вторжение в Европу с востока гуннов и разгром остготского племенного союза (375) — начало Великого переселения народов.
- Под давлением гуннов готы начали переселяться в Римскую империю во Фракию (376). Восстание готов (377—382) против римских властей. Битва под Адрианополем (378) принесла победу вестготам над римской армией, император Валент погиб.

## Культура
- Гу Кайчжи (344—406) — китайский художник.

## Государственные деятели
- Германарих — король остготов (?—375)[1][2][3].